# Karel Cejp
Karel Cejp ( Rokitzan, 22 de febrero de 1900 - 22 de septiembre de 1979 ) fue un botánico, micólogo, y profesor checo.
Era hijo de Karel y de Barbora Cejp. Realizó sus estudios en la Universidad Charles de Praga, e ingresa en 1923 al Instituto de botánica de esa misma Universidad. Se casó el 12 de septiembre de 1951 con Darija Ottisová. Al año siguiente, será profesor de Sistemática vegetal. Se doctora en Ciencias en 1956. Se especializó en la morfología de plantas y de setas.

## Algunas publicaciones
- 1957. Houby: celostátní vysokoškolská učebnice (Hongos: un libro de texto nacionales).

### Libros
- 1929. Omphalia, Delicatula. Volumen 2 de Revise středoevropských druh°u skupiny Mycena-Omphalia se zvláštním zřetelem k druh°um československým. Ed. Fac. 91 pp.
- 1958. Houby: I. Ed. Academia Checoslovaca de Ciencias. 407 pp.
- 1958. Oomycetes I. N.º 2 de Flora ČSR.: Mykologicko-lichenologicka. 475 pp.
- karel Cejp, frederick c. Deighton. 1969. Microfungi. III: some African species of Phyllosticta and Septoria; new genera and species and redispositions of some hyphomycetes, mainly African. Ed. Commonwealth Mycological Institute. 31 pp.
- 1976. New or noteworthy sphaeropsidales (Fungi imperfecti) from Western Bohemia. Volumen 7 de Folia Musei Rerum Naturalium Bohemiae Occidentalis. Ed. Museo de Bohemia Occidental. 17 pp.

## Honores
Fue miembro de diversas sociedades científicas.
- La abreviatura «Cejp» se emplea para indicar a Karel Cejp como autoridad en la descripción y clasificación científica de los vegetales.[1]